# Hiéroglyphe égyptien Y6
La pièce de jeu, en hiéroglyphes égyptien, est classifié dans la section Y « Écriture, jeux, musique » de la liste de Gardiner ; il y est noté Y6.
La pièce de jeu, également appelée jeton, est le terme général pour toute pièce de jeu. Les pièces de jeu étaient certainement nécessaires à l'époque prédynastique, car la création culturelle de jeux et de divertissements a une longue histoire dans la plupart des cultures. Un lion en ivoire est connu de l'Ancien Empire de l'Égypte antique ; le jeu contient trois lions et trois chiens en ivoire,.
Le Senet est considéré comme le plus ancien jeu de société de l'histoire pour lequel des jetons sont utilisés.

## Utilisation du hiéroglyphe «pièce de jeu»
Les personnes sur un plateau se déplacent comme des pièces (à distance), et de nombreuses variétés du mot « danser » incluent des variétés utilisant la pièce de jeu comme déterminant ; deux exemples sont montrés : les mots « dessinateur », et « danser ».

### Utilisation iconographique
L'utilisation la plus courante de la pièce de jeu en tant qu'artefact de l'Égypte antique serait l'utilisation avec le jeu de Senet. Le jeu Senet était souvent placé dans les tombes et les lieux de sépulture, parmi les objets funéraires ; les jeux faisaient partie des passe-temps de l'au-delà, y compris tout autre activité courante du défunt (par exemple, la chasse aux canards dans les marais à l'aide d'un bâton). Comme les jeux de société représentent les activités de l'homme de la rue, le jeu Senet a de nombreux exemples dans l'Égypte antique, y compris les reliefs représentés sur les murs des temples, montrant des individus s'adonnant à leurs activités dans l'au-delà.
Un autre des jeux les plus célèbres est le « Jeu du chien et du chacal », avec beaucoup moins d'artefacts trouvés de ce jeu.

## Exemples de «pièces de jeu»

Quelques exemples de pièces de jeu.
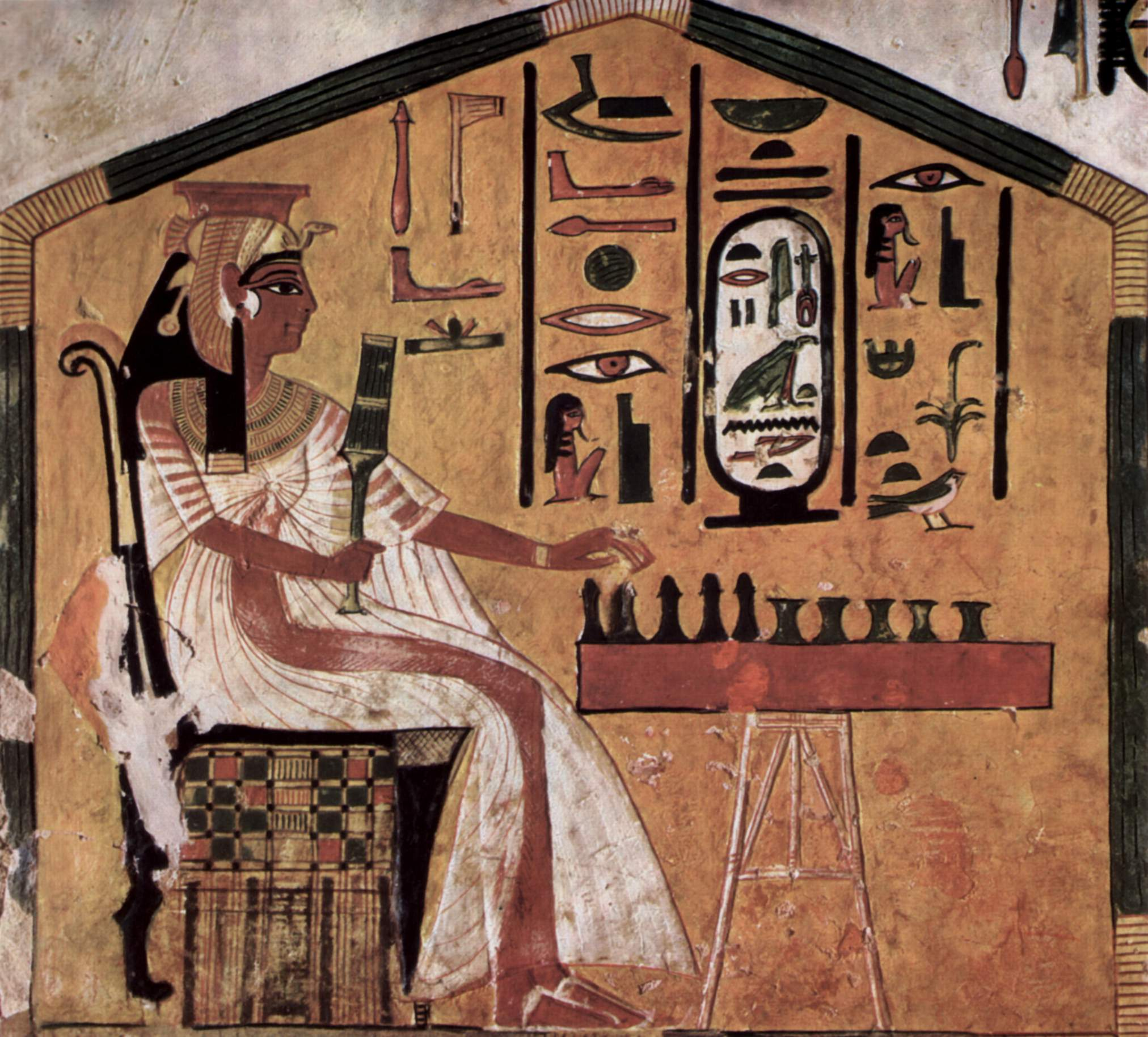
Néfertari dans une scène de sa tombe, jouant au Senet.
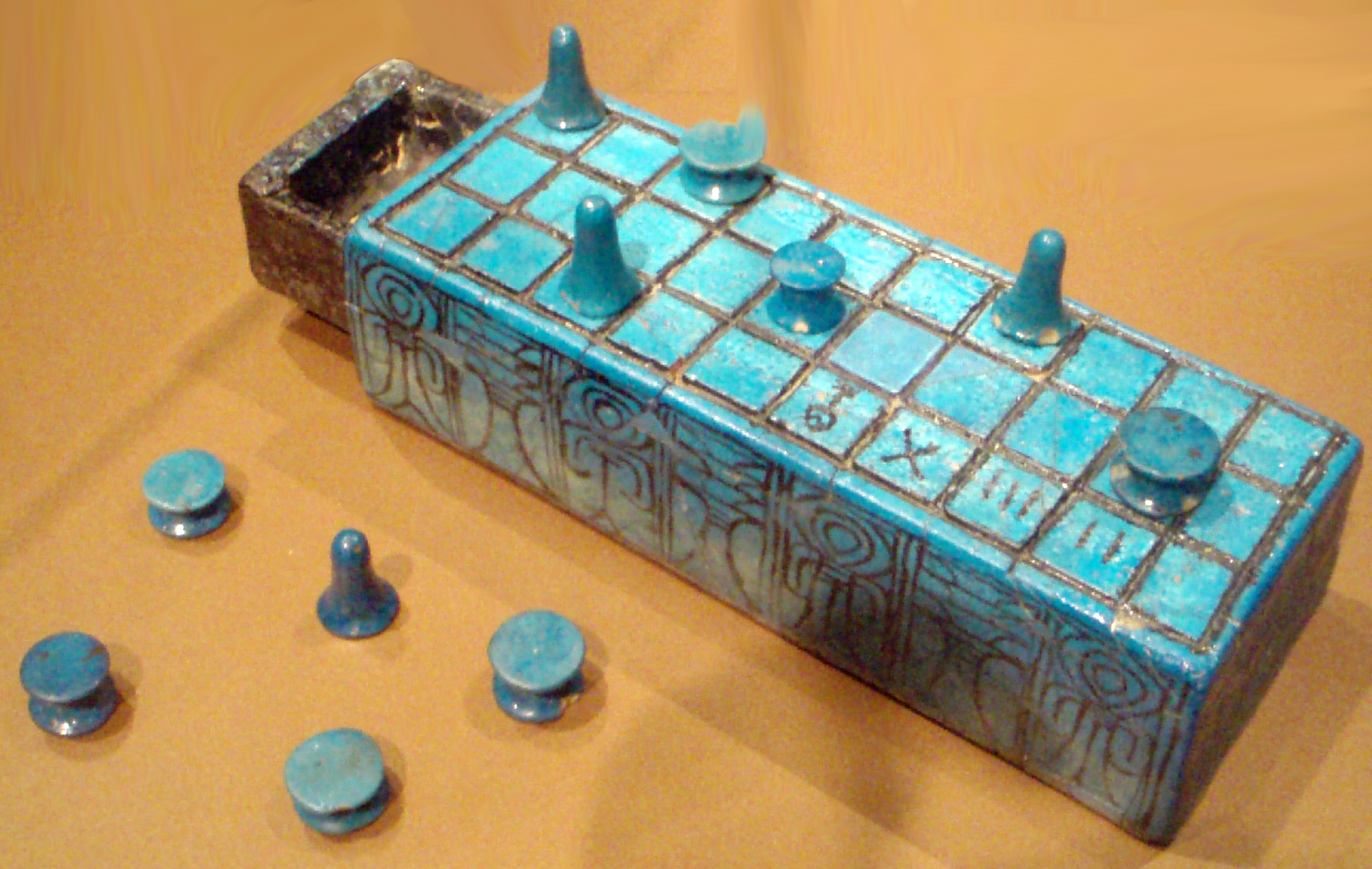
Des jetons de jeu et un plateau de jeu SenetMetropolitan Museum of Art[3].
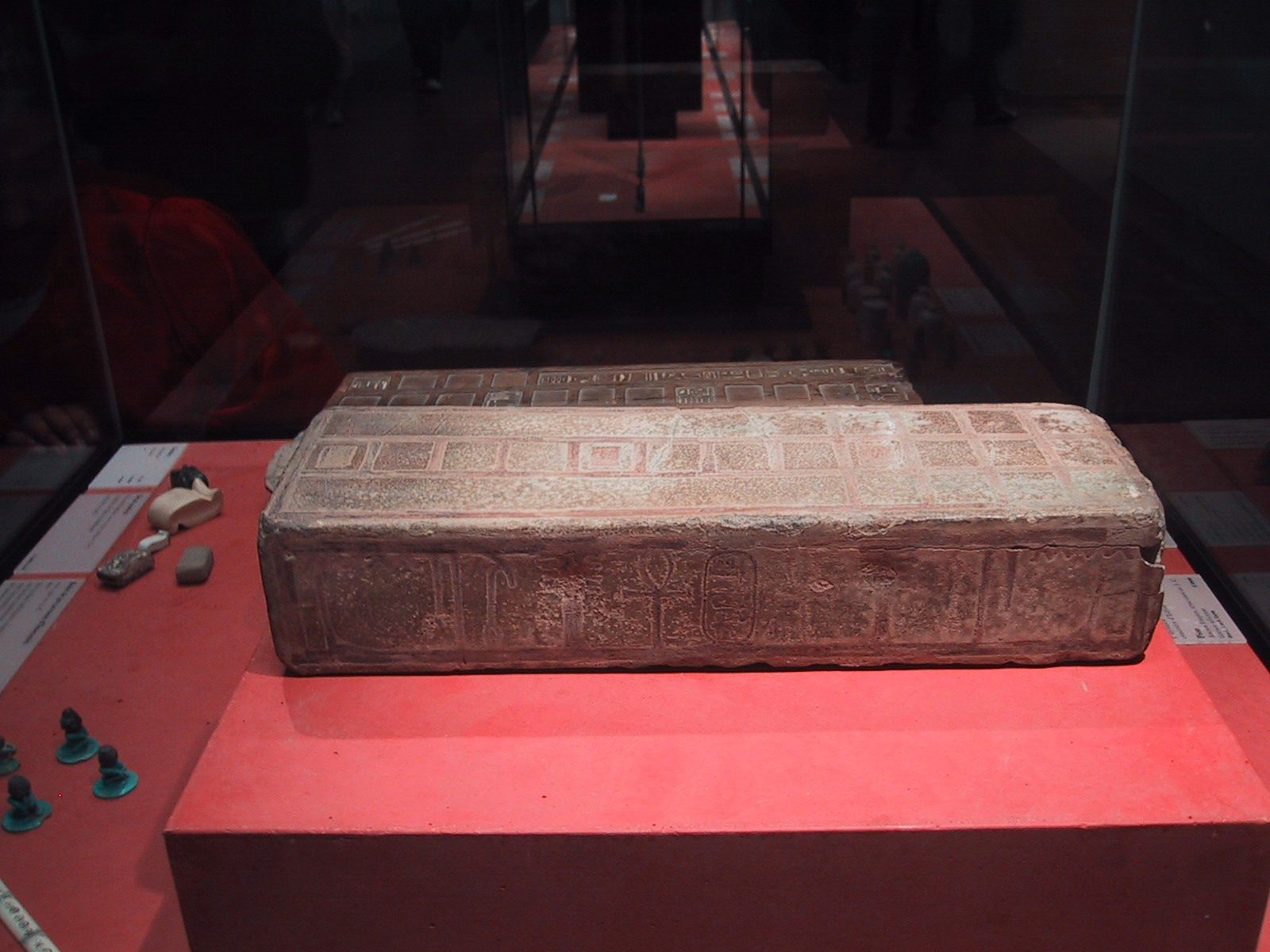
Pièces et plateau de jeu.
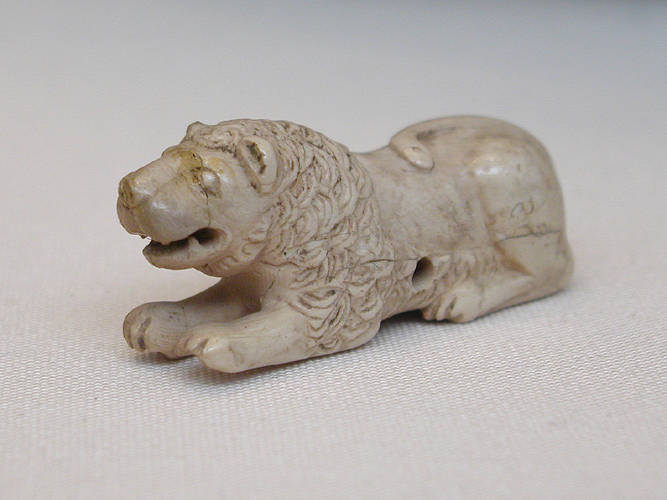
Pièce de jeu en ivoire, d'un ensemble de trois lions et trois bouledoguesAbou Rawash, Tombe M, Ire dynastie3,5 × 6,5 cm, Musée du Caire[1].